# Жилина (Курганская область)
Жилина — деревня в Каргапольском районе Курганской области. Входит в состав Журавлевского сельсовета.

## Географическое положение
Расположено примерно в 4 км к северу от села Журавлево; в 8 км (14 км по автодороге) к юго-западу от районного центра Каргаполье; в 80 км (100 км по автодороге) к северо-западу от города Кургана..

### Часовой пояс
Жилина, как и вся Курганская область, находится в часовой зоне МСК+2. Смещение применяемого времени относительно UTC составляет +5:00.

## История
Деревня Жилина (Козьмина, Кузина) была основана в XVIII веке.
В 1800 году в деревне было 13 домов, в которых жили: Добрынские, Жилины, Каргаполовы, Климовы, Лузгины, Мухины, Самокрутовы, Селивановы, Хомяковы, Шушарины.
До революции входила в состав Каргапольской волости Шадринского уезда Пермской губернии.
В конце июня — начале июля 1918 года установлена белогвардейская власть. В начале августа 1919 года восстановлена Советская власть.

## Население
| 1869 | 1904 | 1920 | 1926 | 1989 | 2002 | 2010 |
| ---- | ---- | ---- | ---- | ---- | ---- | ---- |
| 391  | ↗517 | ↗565 | ↗601 | ↘126 | ↘107 | ↘88  |

На 2010 год население составляло 88 человек.
Национальный состав
- По данным переписи населения 2002 года проживало 107 человек, из них русские — 97 %.
- По данным переписи 1926 года проживал 601 человек, все русские.

## Общественно-деловая зона
Установлен четырехгранный, увенчанный пятиконечной звездой, обелиск. На гранях памятника установлены плиты с фамилиями, погибших в Великой Отечественной войне. Огорожен деревянным штакетником.